# Podział administracyjny Japonii

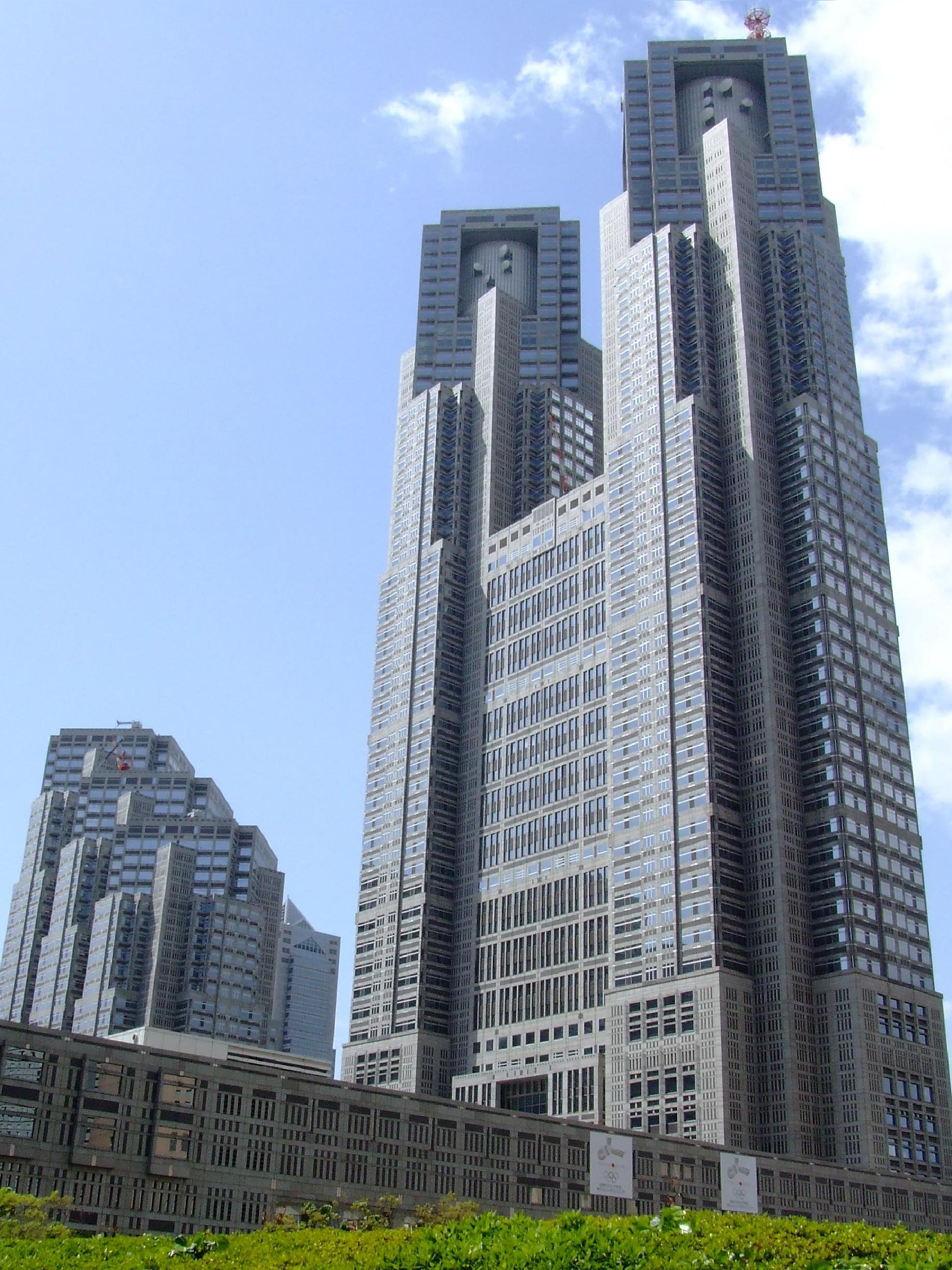
Siedziba władz Tokio

## Podział
Japonia jest podzielona administracyjnie na 47 jednostek. W języku japońskim system ten nazywa się todōfuken (jap. 都道府県). Dla ułatwienia zapisywany czasem w postaci to-dō-fu-ken jako zbiorowa definicja czterech różnego rodzaju jednostek administracyjnych samorządu terytorialnego: metropolii, dystryktów, prefektur miejskich i wiejskich. Mianem tym określane są poniższe jednostki administracyjne. Nazwy w języku angielskim – przyjęte i stosowane jako obowiązujące – są zgodne z oficjalnym nazewnictwem japońskiego Ministerstwa Spraw Wewnętrznych i Łączności (総務省 Sōmu-shō, Ministry of Internal Affairs and Communications, MIC). 

### Metropolia – Tokio
1 metropolia (都 to; ang. metropolis): Tokio, formalnie 東京都 Tōkyō-to – miasto stołeczne na prawach prefektury, prefektura metropolitalna. Znak 都 (to – czytanie sinojapońskie) jest tłumaczony jako metropolia, stąd Tōkyō-to znaczy „Tokyo Metropolis”, a władze miasta nazywają się oficjalnie „Tokyo Metropolitan Government”. Jednocześnie jednak Tōkyō-to jest tłumaczone jak „Tokyo Prefecture” w języku angielskim. Ponadto sam znak 都 czytany czysto po japońsku miyako oznacza stolicę. Metropolia Tokijska została utworzona w 1943 roku poprzez połączenie Prefektury Tokijskiej (東京府 Tōkyō-fu, Tokyo Prefecture) i miasta Tokio (東京市 Tōkyō-shi, city of Tokyo). Część wschodnia prefektury stołecznej, która tworzyła w przeszłości miasto Tokio jest podzielona na 23 okręgi specjalne 特別区 tokubetsu-ku, popularnie w skrócie dzielnice 区 ku.

### Dystrykt – Hokkaido
1 dystrykt (道 dō; province): Hokkaido (北海道 Hokkai-dō; lit. Dystrykt/Prowincja/Prefektura Północnego Morza, Northern Sea Circuit) – region administracyjny o nazwie tożsamej z regionem geograficznym i nazwą wyspy. Obecny, wewnętrzny podział administracyjny Hokkaido i nowe nazewnictwo zostały ustanowione 1 kwietnia 2010 roku. Dotychczasowe jednostki shichō zostały zastąpione czternastoma jednostkami o nazwach shinkō-kyoku (pięć) i sōgō-shinkō-kyoku (dziewięć). Nazwy te są tłumaczone łącznie jako podprefektury (subprefectures).

### Prefektury miejskie
2 prefektury miejskie (府 fu; city prefectures): Osaka i Kioto.

### Prefektury
43 prefektury (県 ken; prefectures).
Dla ułatwienia używa się w znaczeniu ogólnym przeważnie słowa prefektury na określenie wszystkich jednostek. Władzę wykonawczą w każdej z nich sprawuje gubernator (知事 chiji) wybierany co 4 lata w wyborach bezpośrednich, a ustawodawczą – jednoizbowy parlament (議会 gikai). Kandydaci w wyborach muszą być obywatelami lokalnej jednostki administracyjnej i mieć ukończone 25 lat. 
Prefektury to jednostki administracyjne większe niż:
- powiaty (郡 gun) – w latach 20. XX w. ich funkcje administracyjne zostały przekazane miastom i wioskom położonym na ich terenie, obecnie figurują jako adresy pocztowe i częściowo wyznaczają granice okręgów wyborczych, znak 郡 wywodzi się od historycznej nazwy jednostki w Chinach, tłumaczonej jako komanderia);
- miasta (większe, ponad 50 tys. mieszkańców – 市 shi; mniejsze – 町 chō lub machi);
- wsie (村 son lub mura).

Jednostek miejskich i wiejskich jest łącznie 1777 (stan na 1 kwietnia 2009 r.), w tym dużych miast – 783, małych – 802, wiosek – 192.

### Miasta „oznaczone”
Wśród miast japońskich istnieją trzy grupy miast „oznaczonych”. Pierwsza z nich to miasta, które liczą ponad 0,5 mln ludności. Mają one status „miast oznaczonych rządowym rozporządzeniem” (政令指定都市 seirei shitei toshi). W październiku 2016 roku było ich 20: Sapporo, Sendai, Saitama, Chiba, Yokohama, Kawasaki, Sagamihara, Niigata, Shizuoka, Hamamatsu, Nagoya, Kyoto, Osaka, Sakai, Kobe, Okayama, Hiroshima, Kitakyushu, Fukuoka, Kumamoto.
Druga grupa miast „oznaczonych” to „miasta-centra” lub „miasta-rdzenie” (中核市 chūkaku-shi, ang. „core cities”). Miasto zaliczone do tej kategorii musi mieć co najmniej 200 tys. mieszkańców, ale jeśli ma mniej niż 500 tys., to jego powierzchnia musi mieć co najmniej 100 km². Według stanu na październik 2016 roku takich miast jest 47. Mają one większość uprawnień, jak „miasta oznaczone rządowym rozporządzeniem” z wyjątkiem funkcji, które są skuteczniej obsługiwane na poziomie prefektury.
Trzecią grupę stanowią „miasta specjalne”  (特例市 tokurei-shi, ang. „special cities”). Miasto tej kategorii musi mieć co najmniej 200 tys. mieszkańców (wg stanu na październik 2016 roku było ich 37). Mają one stopień suwerenności zbliżony do „miast-rdzeni” w zakresie ochrony środowiska i planowania urbanistycznego.
Powyższe listy miast są otwarte i w najbliższych latach będą ulegać zmianom.

## Konstytucja Japonii
ROZDZIAŁ VIII
SAMORZĄD LOKALNY 
Artykuł 92: Postanowienia odnoszące się do organizacji i działalności terytorialnych jednostek publicznych określa ustawa, zgodnie z zasadą autonomii lokalnej.
Artykuł 93: Zgodnie z ustawą terytorialne jednostki publiczne powołują zgromadzenia, jako swoje organa obradujące. Wyżsi funkcjonariusze wszelkich terytorialnych jednostek publicznych, członkowie zgromadzeń oraz inni funkcjonariusze lokalni, których określi ustawa, wybierani są w swoich okręgach drogą bezpośredniego, powszechnego, głosowania.
Artykuł 94: Terytorialne jednostki publiczne mają prawo zarządzać swoim majątkiem, swoimi sprawami i kierować administracją oraz w ramach ustawowych uchwalać własne przepisy.
Artykuł 95: Ustawa specjalna, odnosząca się do jednej tylko terytorialnej jednostki publicznej, nie może być uchwalona przez Parlament bez zgody większości wyborców z tej jednostki, uzyskanej zgodnie z ustawą.

## Historia
Obecny system został ustanowiony w lipcu 1871 roku przez rząd Meiji, który zniósł feudalny system podziału kraju aktem znanym pod nazwą Haihan-chiken.
Początkowo było 300 prefektur, które były de facto następczyniami domen feudalnych (hanów). Liczba ta została ograniczona w 1871 r. do 72 prefektur, a w 1888 roku do 47. W 1947 roku wydano akt prawny Chihō-jichi-hō (jap. 地方自治法) dający większą autonomię prefekturom oraz ustanawiający gubernatorów i lokalne parlamenty.

## Lista prefektur
| Lp. | Flaga | Nazwa                | Stolica                                | Typ jednostki administracyjnej           | Region geograficzny |
| --- | ----- | -------------------- | -------------------------------------- | ---------------------------------------- | ------------------- |
| 1   |       | Aichi (愛知県)       | Nagoja                                 | prefektura (県 ken)                      | Chūbu               |
| 2   |       | Akita (秋田県)       | Akita                                  | prefektura (県 ken)                      | Tōhoku              |
| 3   |       | Aomori (青森県)      | Aomori                                 | prefektura (県 ken)                      | Tōhoku              |
| 4   |       | Chiba (千葉県)       | Chiba                                  | prefektura (県 ken)                      | Kantō               |
| 5   |       | Ehime (愛媛県)       | Matsuyama                              | prefektura (県 ken)                      | Sikoku              |
| 6   |       | Fukui (福井県)       | Fukui                                  | prefektura (県 ken)                      | Chūbu               |
| 7   |       | Fukuoka (福岡県)     | Fukuoka                                | prefektura (県 ken)                      | Kiusiu              |
| 8   |       | Fukushima (福島県)   | Fukushima                              | prefektura (県 ken)                      | Tōhoku              |
| 9   |       | Gifu (岐阜県)        | Gifu                                   | prefektura (県 ken)                      | Chūbu               |
| 10  |       | Gunma (群馬県)       | Maebashi                               | prefektura (県 ken)                      | Kantō               |
| 11  |       | Hiroszima (広島県)   | Hiroszima                              | prefektura (県 ken)                      | Chūgoku             |
| 12  |       | Hokkaidō (北海道)    | Sapporo                                | dystrykt, region administracyjny (道 dō) | Hokkaidō            |
| 13  |       | Hyōgo (兵庫県)       | Kōbe                                   | prefektura (県 ken)                      | Kinki               |
| 14  |       | Ibaraki (茨城県)     | Mito                                   | prefektura (県 ken)                      | Kantō               |
| 15  |       | Ishikawa (石川県)    | Kanazawa                               | prefektura (県 ken)                      | Chūbu               |
| 16  |       | Iwate (岩手県)       | Morioka                                | prefektura (県 ken)                      | Tōhoku              |
| 17  |       | Kagawa (香川県)      | Takamatsu                              | prefektura (県 ken)                      | Sikoku              |
| 18  |       | Kagoshima (鹿児島県) | Kagoshima                              | prefektura (県 ken)                      | Kiusiu              |
| 19  |       | Kanagawa (神奈川県)  | Jokohama                               | prefektura (県 ken)                      | Kantō               |
| 20  |       | Kioto (京都府)       | Kioto                                  | prefektura miejska (府 fu)               | Kinki               |
| 21  |       | Kōchi (高知県)       | Kōchi                                  | prefektura (県 ken)                      | Sikoku              |
| 22  |       | Kumamoto (熊本県)    | Kumamoto                               | prefektura (県 ken)                      | Kiusiu              |
| 23  |       | Mie (三重県)         | Tsu                                    | prefektura (県 ken)                      | Kinki               |
| 24  |       | Miyagi (宮城県)      | Sendai                                 | prefektura (県 ken)                      | Tōhoku              |
| 25  |       | Miyazaki (宮崎県)    | Miyazaki                               | prefektura (県 ken)                      | Kiusiu              |
| 26  |       | Nagano (長野県)      | Nagano                                 | prefektura (県 ken)                      | Chūbu               |
| 27  |       | Nagasaki (長崎県)    | Nagasaki                               | prefektura (県 ken)                      | Kiusiu              |
| 28  |       | Nara (奈良県)        | Nara                                   | prefektura (県 ken)                      | Kinki               |
| 29  |       | Niigata (新潟県)     | Niigata                                | prefektura (県 ken)                      | Chūbu               |
| 30  |       | Ōita (大分県)        | Ōita                                   | prefektura (県 ken)                      | Kiusiu              |
| 31  |       | Okayama (岡山県)     | Okayama                                | prefektura (県 ken)                      | Chūgoku             |
| 32  |       | Okinawa (沖縄県)     | Naha                                   | prefektura (県 ken)                      | Kiusiu              |
| 33  |       | Osaka (大阪府)       | Osaka                                  | prefektura miejska (府 fu)               | Kinki               |
| 34  |       | Saga (佐賀県)        | Saga                                   | prefektura (県 ken)                      | Kiusiu              |
| 35  |       | Saitama (埼玉県)     | Saitama                                | prefektura (県 ken)                      | Kantō               |
| 36  |       | Shiga (滋賀県)       | Ōtsu                                   | prefektura (県 ken)                      | Kinki               |
| 37  |       | Shimane (島根県)     | Matsue                                 | prefektura (県 ken)                      | Chūgoku             |
| 38  |       | Shizuoka (静岡県)    | Shizuoka                               | prefektura (県 ken)                      | Chūbu               |
| 39  |       | Tochigi (栃木県)     | Utsunomiya                             | prefektura (県 ken)                      | Kantō               |
| 40  |       | Tokio (東京都)       | miasto stołeczne na prawach prefektury | prefektura metropolitalna (都 to)        | Kantō               |
| 41  |       | Tokushima (徳島県)   | Tokushima                              | prefektura (県 ken)                      | Sikoku              |
| 42  |       | Tottori (鳥取県)     | Tottori                                | prefektura (県 ken)                      | Chūgoku             |
| 43  |       | Toyama (富山県)      | Toyama                                 | prefektura (県 ken)                      | Chūbu               |
| 44  |       | Wakayama (和歌山県)  | Wakayama                               | prefektura (県 ken)                      | Kinki               |
| 45  |       | Yamagata (山形県)    | Yamagata                               | prefektura(県 ken)                       | Tōhoku              |
| 46  |       | Yamaguchi (山口県)   | Yamaguchi                              | prefektura (県 ken)                      | Chūgoku             |
| 47  |       | Yamanashi (山梨県)   | Kōfu                                   | prefektura (県 ken)                      | Chūbu               |

## Prefektury wedługregionów geograficznych
| Hokkaidō    | Tōhoku                                                         | Kantō                                                                        | Chūbu                                                                                                  | Kansai                                                                | Chūgoku                                                         | Shikoku                                      | Kyūshū                                                                                         |
| ----------- | -------------------------------------------------------------- | ---------------------------------------------------------------------------- | --- | --------------------------------------------------------------------- | --------------------------------------------------------------- | -------------------------------------------- | ---------------------------------------------------------------------------------------------- |
| 1. Hokkaidō | 2. Aomori 3. Iwate 4. Miyagi 5. Akita 6. Yamagata 7. Fukushima | 8. Ibaraki 9. Tochigi 10. Gunma 11. Saitama 12. Chiba 13. Tōkyō 14. Kanagawa | 15. Niigata 16. Toyama 17. Ishikawa 18. Fukui 19. Yamanashi 20. Nagano 21. Gifu 22. Shizuoka 23. Aichi | 24. Mie 25. Shiga 26. Kyōto 27. Ōsaka 28. Hyōgo 29. Nara 30. Wakayama | 31. Tottori 32. Shimane 33. Okayama 34. Hiroshima 35. Yamaguchi | 36. Tokushima 37. Kagawa 38. Ehime 39. Kōchi | 40. Fukuoka 41. Saga 42. Nagasaki 43. Kumamoto 44. Ōita 45. Miyazaki 46. Kagoshima 47. Okinawa |